# Mistrzostwa Europy w Piłce Siatkowej Kobiet 2011 (składy)
Artykuł grupuje składy wszystkich reprezentacji narodowych w piłce siatkowej, które wystąpiły w Mistrzostwach Europy w Piłce Siatkowej Kobiet 2011 odbywających się w Serbii oraz we Włoszech.
- Przynależność klubowa i wiek na 21 września 2011.
- Zawodniczki oznaczone literą K to kapitanowie reprezentacji.
- Legenda: 
 Nr - numer zawodniczki
 A - atakująca 
 L - libero 
 P - przyjmująca 
 R - rozgrywająca 
 Ś - środkowa

## Azerbejdżan

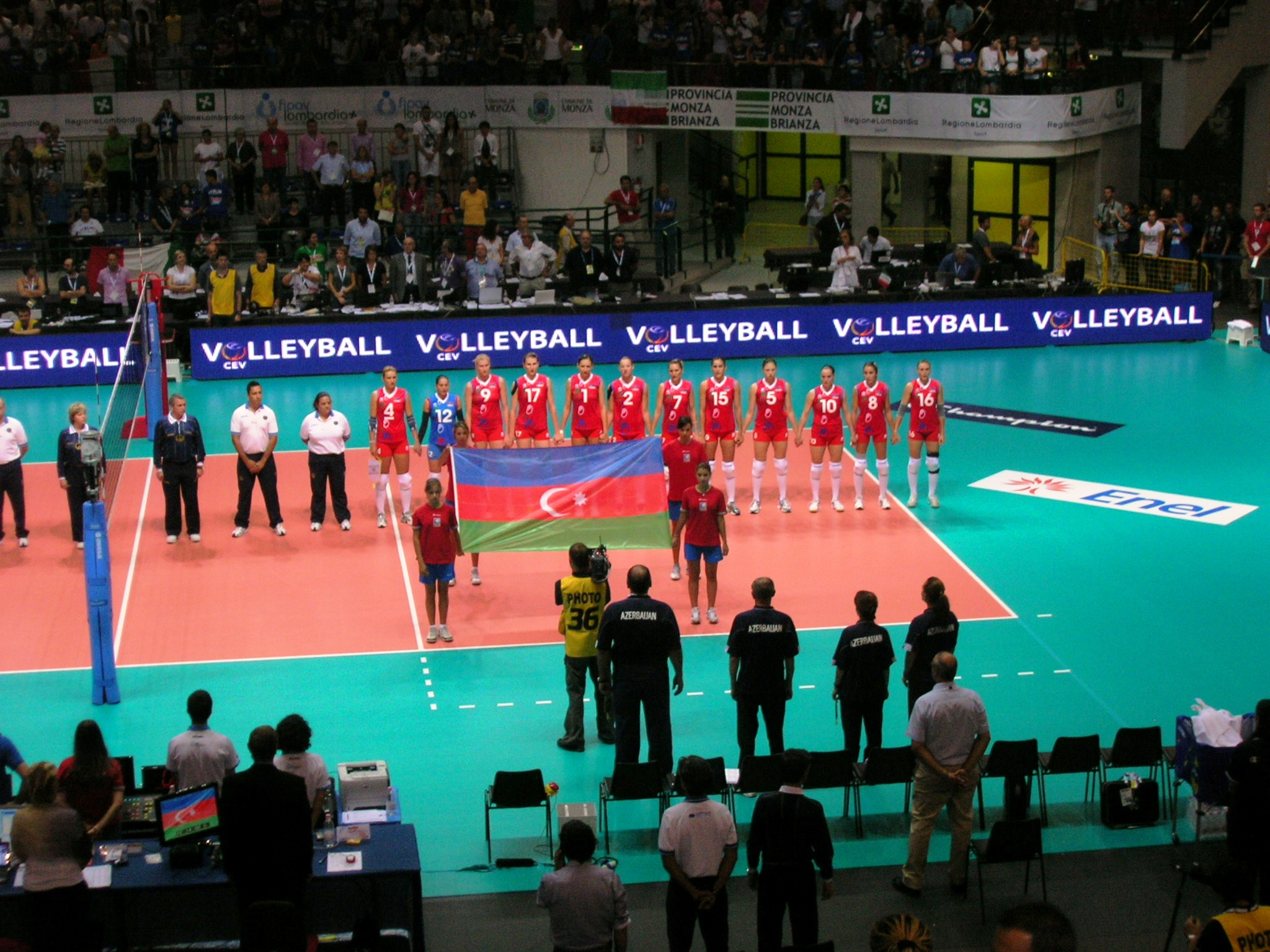
Reprezentacja Azerbejdżanu na Mistrzostwach Europy 2011

Trener: Faig Garajew
Asystent: Aleksandr Czerwjakow
| Nr | Imię i nazwisko        | Data urodzenia (wiek) | Wzrost (cm) | Klub                                 | Pozycja |
| -- | ---------------------- | --------------------- | ----------- | ------------------------------------ | ------- |
| 1  | Darya Zamanova         | 30.04.1987 (24)       | 194         | VC Shirvan                           | P       |
| 2  | Kseniya Kovalenko      | 21.11.1986 (24)       | 190         | Cariparma Sigrade Parma Volley Girls | Ś       |
| 4  | Oksana Parkhomenko (K) | 27.08.1984 (27)       | 184         | Azerrail Baku                        | R       |
| 5  | Odina Aliyeva          | 22.05.1990 (21)       | 182         | VC Shirvan                           | P       |
| 7  | Yelena Parkhomenko     | 11.09.1982 (29)       | 186         | Lokomotiv Baku                       | Ś       |
| 8  | Natavan Gasimova       | 08.07.1985 (26)       | 176         | VK Baku                              | R       |
| 9  | Natalya Mammadova      | 02.12.1984 (26)       | 195         | Telecom Baku                         | P       |
| 10 | Oksana Mammadyarova    | 06.04.1978 (33)       | 178         | Lokomotiv Baku                       | A       |
| 12 | Valeriya Korotenko     | 29.01.1984 (27)       | 171         | Azerrail Baku                        | L       |
| 15 | Aynur Karimova         | 07.12.1988 (22)       | 189         | Azerrail Baku                        | Ś       |
| 16 | Oksana Kiselyova       | 30.05.1992 (19)       | 178         | Azerrail Baku                        | A       |
| 17 | Polina Rahimova        | 05.06.1990 (21)       | 198         | Azerrail Baku                        | P       |

## Chorwacja
Trener: Damir Jurko
Asystent: Zenka Urlić
| Nr | Imię i nazwisko     | Data urodzenia (wiek) | Wzrost (cm) | Klub               | Pozycja |
| -- | ------------------- | --------------------- | ----------- | ------------------ | ------- |
| 1  | Biljana Gligorović  | 31.01.1982 (29)       | 185         | VK Baku            | R       |
| 2  | Marijeta Draženović | 19.08.1988 (23)       | 177         | ŽOK Vukovar        | R       |
| 4  | Marina Miletić      | 21.02.1983 (27)       | 180         | Telecom Baku       | P       |
| 6  | Sanja Popović       | 31.05.1984 (27)       | 187         | bez klubu          | A       |
| 8  | Hana Čutura         | 10.03.1988 (23)       | 194         | USC Münster        | P/A     |
| 9  | Ilijana Dugandžić   | 17.04.1981 (30)       | 189         | Igtisadchi Baku    | Ś       |
| 10 | Mira Topić          | 02.06.1983 (28)       | 184         | ŽOK Split 1700     | P       |
| 14 | Nikolina Kovačić    | 30.04.1988 (23)       | 180         | Volero Zurych      | A       |
| 15 | Ivana Miloš         | 07.03.1983 (28)       | 187         | Igtisadchi Baku    | Ś       |
| 16 | Paola Došen         | 06.01.1988 (23)       | 177         | ŽOK Rijeka         | L       |
| 17 | Jelena Alajbeg      | 01.09.1989 (22)       | 183         | Volero Zurych      | A       |
| 18 | Maja Poljak (K)     | 02.05.1983 (28)       | 194         | Eczacıbaşı Stambuł | Ś       |

## Czechy
Trener: Jiří Šiller
Asystent: Ondřej Marek
| Nr | Imię i nazwisko     | Data urodzenia (wiek) | Wzrost (cm) | Klub                        | Pozycja |
| -- | ------------------- | --------------------- | ----------- | --------------------------- | ------- |
| 1  | Andrea Kossanyiová  | 06.08.1993 (18)       | 171         | PVK Olymp Praga             | P       |
| 2  | Šárka Barborková    | 06.11.1985 (25)       | 192         | MC-Carnaghi Villa Cortese   | P       |
| 3  | Kristýna Pastulová  | 22.10.1985 (25)       | 197         | Igtisadchi Baku             | Ś       |
| 4  | Aneta Havlíčková    | 03.07.1987 (24)       | 190         | Futura Volley Busto Arsizio | A       |
| 5  | Julie Jášová        | 14.09.1987 (24)       | 179         | VT Aurubis Hamburg          | L       |
| 8  | Šárka Melichárková  | 08.06.1990 (21)       | 183         | VK Královo Pole Brno        | P       |
| 10 | Šárka Kubínová      | 19.04.1988 (23)       | 178         | VK Modřanská Prostějov      | R       |
| 13 | Tereza Vanžurová    | 04.04.1991 (20)       | 186         | PVK Olymp Praga             | A       |
| 14 | Lucie Mühlsteinová  | 15.10.1984 (26)       | 181         | AZS Białystok               | R       |
| 15 | Ivona Svobodníková  | 01.04.1990 (21)       | 191         | VK Královo Pole Brno        | Ś       |
| 16 | Helena Havelková    | 25.07.1988 (23)       | 188         | Futura Volley Busto Arsizio | P       |
| 17 | Ivana Plchotová (K) | 28.10.1982 (28)       | 192         | MKS Dąbrowa Górnicza        | Ś       |

## Francja
Trener: Fabrice Vial
Asystent: Laurent Laval
| Nr | Imię i nazwisko      | Data urodzenia (wiek) | Wzrost (cm) | Klub                                  | Pozycja |
| -- | -------------------- | --------------------- | ----------- | ------------------------------------- | ------- |
| 1  | Pauline Soullard     | 24.04.1985 (26)       | 182         | Gazélec Béziers Volley-Ball           | Ś       |
| 2  | Veronika Hudima      | 08.07.1988 (23)       | 185         | PTPS Piła                             | P       |
| 3  | Taiana Téré          | 27.05.1986 (25)       | 178         | Evreux VB                             | P       |
| 4  | Christina Bauer      | 01.01.1988 (23)       | 196         | Futura Volley Busto Arsizio           | Ś       |
| 5  | Alexandra Rochelle   | 05.04.1985 (26)       | 168         | Gazélec Béziers Volley-Ball           | L       |
| 7  | Jelena Lozančić      | 26.03.1983 (28)       | 187         | RC Cannes                             | Ś       |
| 9  | Anna Rybaczewski (K) | 23.03.1982 (29)       | 186         | ASPTT Miluza                          | P       |
| 10 | Maëva Orlé           | 08.05.1991 (20)       | 184         | Entente Sportive Le Cannet-Rocheville | Ś       |
| 11 | Armelle Faesch       | 26.12.1981 (28)       | 183         | ASPTT Miluza                          | R       |
| 14 | Mallory Steux        | 24.10.1988 (22)       | 171         | UGSE Nantes Volley Féminin            | R       |
| 15 | Julie Mollinger      | 27.09.1990 (20)       | 180         | Vandœuvre Nancy Volley-Ball           | P       |
| 16 | Hélène Schleck       | 13.05.1986 (25)       | 181         | Gazélec Béziers Volley-Ball           | A       |
| 17 | Alexandra Dascalu    | 17.04.1991 (21)       | 184         | UGSE Nantes Volley Féminin            | A       |
| 18 | Marielle Bousquet    | 05.04.1986 (25)       | 173         | Istres Ouest Provence Volley-Ball     | L       |

## Holandia
Trener: Avital Selinger
Asystent: Christian van der Wel
| Nr | Imię i nazwisko    | Data urodzenia (wiek) | Wzrost (cm) | Klub                                 | Pozycja |
| -- | ------------------ | --------------------- | ----------- | ------------------------------------ | ------- |
| 1  | Kim Staelens       | 07.01.1982 (29)       | 182         | VT Aurubis Hamburg                   | R       |
| 3  | Francien Huurman   | 20.02.1975 (36)       | 192         | bez klubu                            | Ś       |
| 4  | Chaïne Staelens    | 07.11.1980 (30)       | 194         | Pioneer Red Wings                    | P       |
| 5  | Robin de Kruijf    | 05.05.1991 (20)       | 193         | Dresdner SC                          | Ś       |
| 6  | Maret Grothues     | 06.09.1988 (23)       | 180         | Cariparma Sigrade Parma Volley Girls | P       |
| 8  | Alice Blom         | 07.04.1980 (31)       | 178         | Igtisadchi Baku                      | P       |
| 9  | Myrthe Schoot      | 29.08.1988 (23)       | 184         | Rote Raben Vilsbiburg                | L       |
| 10 | Janneke van Tienen | 29.05.1979 (32)       | 177         | VK Baku                              | L       |
| 11 | Caroline Wensink   | 04.08.1984 (27)       | 187         | Muszynianka Muszyna                  | Ś       |
| 12 | Manon Flier (K)    | 08.02.1984 (27)       | 191         | Toray Arrows                         | A       |
| 14 | Laura Dijkema      | 18.02.1990 (21)       | 184         | VfB 91 Suhl                          | R       |
| 15 | Ingrid Visser      | 04.06.1977 (34)       | 191         | VK Baku                              | Ś       |
| 16 | Debby Stam-Pilon   | 24.07.1984 (27)       | 184         | Muszynianka Muszyna                  | P       |
| 18 | Lonneke Slöetjes   | 15.11.1990 (20)       | 192         | USC Münster                          | A       |

## Niemcy
Trener:  Giovanni Guidetti
Asystent: Felix Koslowski
| Nr | Imię i nazwisko        | Data urodzenia (wiek) | Wzrost (cm) | Klub                            | Pozycja |
| -- | ---------------------- | --------------------- | ----------- | ------------------------------- | ------- |
| 1  | Lenka Dürr             | 10.12.1990 (20)       | 171         | Rote Raben Vilsbiburg           | L       |
| 2  | Kathleen Weiß          | 02.02.1984 (27)       | 171         | Zoppas Spes Conegliano          | R       |
| 4  | Kerstin Tzscherlich    | 15.02.1978 (33)       | 179         | Dresdner SC                     | L       |
| 7  | Angelina Grün          | 02.12.1979 (31)       | 185         | bez klubu                       | P/A     |
| 8  | Berit Kauffeldt        | 09.07.1990 (21)       | 190         | Schweriner SC                   | Ś       |
| 9  | Corina Ssuschke-Voight | 09.05.1983 (28)       | 189         | Trefl Sopot                     | Ś       |
| 10 | Anne Matthes           | 30.05.1985 (26)       | 182         | Dresdner SC                     | P       |
| 11 | Christiane Fürst       | 29.03.1985 (26)       | 192         | Vakifbank Gunes Sigorta Stambuł | Ś       |
| 13 | Saskia Hippe           | 16.01.1991 (20)       | 186         | Famila Generali Chieri          | A       |
| 14 | Margareta Kozuch (K)   | 30.10.1986 (24)       | 188         | Trefl Sopot                     | A       |
| 15 | Maren Brinker          | 10.07.1986 (25)       | 184         | Scavolini Pesaro                | P       |
| 16 | Lisa Thomsen           | 20.08.1985 (26)       | 172         | Schweriner SC                   | L       |
| 19 | Regina Burchardt       | 01.07.1983 (28)       | 186         | 1. VC Wiesbaden                 | P       |
| 20 | Mareen Apitz           | 26.03.1987 (24)       | 183         | Dresdner SC                     | R       |

## Polska
Trener: Alojzy Świderek
Asystent: Wiesław Popik
| Nr | Imię i nazwisko             | Data urodzenia (wiek) | Wzrost (cm) | Klub                      | Pozycja |
| -- | --------------------------- | --------------------- | ----------- | ------------------------- | ------- |
| 1  | Anna Podolec                | 30.10.1985 (25)       | 193         | Dinamo Bukareszt          | Ś       |
| 2  | Katarzyna Konieczna         | 22.03.1985 (26)       | 184         | Trefl Sopot               | A       |
| 3  | Karolina Kosek              | 28.06.1985 (26)       | 183         | Organika Budowlani Łódź   | P       |
| 5  | Berenika Okuniewska         | 18.03.1988 (23)       | 189         | Scavolini Pesaro          | Ś       |
| 6  | Agnieszka Bednarek-Kasza    | 20.02.1986 (25)       | 185         | Muszynianka Muszyna       | Ś       |
| 8  | Klaudia Kaczorowska         | 20.12.1988 (22)       | 183         | BKS Aluprof Bielsko-Biała | P       |
| 9  | Katarzyna Jaszewska         | 06.12.1981 (29)       | 182         | Gwardia Wrocław           | P       |
| 10 | Anita Kwiatkowska           | 05.03.1985 (26)       | 184         | Organika Budowlani Łódź   | A       |
| 11 | Krystyna Strasz             | 24.07.1987 (24)       | 165         | MKS Dąbrowa Górnicza      | L       |
| 12 | Milena Radecka (K)          | 18.10.1984 (26)       | 178         | Muszynianka Muszyna       | R       |
| 13 | Paulina Maj                 | 22.03.1987 (24)       | 166         | Trefl Sopot               | L       |
| 14 | Joanna Wołosz               | 07.04.1990 (21)       | 181         | BKS Aluprof Bielsko-Biała | R       |
| 16 | Zuzanna Efimienko           | 08.08.1989 (22)       | 195         | Gwardia Wrocław           | Ś       |
| 17 | Katarzyna Skowrońska-Dolata | 30.06.1983 (28)       | 189         | Evergrande Volleyball     | A       |

## Rosja
Trener: Władimir Kuziutkin
Asystent: Igor Kurnosow
| Nr | Imię i nazwisko        | Data urodzenia (wiek) | Wzrost (cm) | Klub             | Pozycja |
| -- | ---------------------- | --------------------- | ----------- | ---------------- | ------- |
| 1  | Marija Borisienko (K)  | 06.03.1986 (25)       | 190         | Dinamo Kazań     | Ś       |
| 2  | Lesia Machno           | 04.09.1981 (30)       | 188         | Dinamo Kazań     | P       |
| 3  | Marija Pieriepiołkina  | 09.03.1984 (27)       | 187         | Dinamo Moskwa    | Ś       |
| 4  | Ksenia Bondar          | 01.02.1990 (21)       | 190         | Tiumeń           | P       |
| 5  | Wiktoria Kuzjakina     | 01.06.1985 (26)       | 175         | Dinamo Moskwa    | L       |
| 6  | Olga Bukrejewa         | 15.02.1987 (24)       | 187         | Dinamo Krasnodar | A       |
| 8  | Natalija Honczarowa    | 01.06.1989 (22)       | 194         | Dinamo Moskwa    | P       |
| 9  | Olga Fatiejewa         | 04.05.1984 (27)       | 190         | Dinamo Krasnodar | A       |
| 10 | Julija Morozowa        | 08.01.1985 (26)       | 192         | Dinamo Moskwa    | Ś       |
| 11 | Jekatierina Gamowa     | 17.10.1980 (31)       | 202         | Dinamo Kazań     | A       |
| 12 | Wiera Uljakina         | 21.08.1986 (25)       | 180         | Dinamo Moskwa    | R       |
| 13 | Jewgienija Starcewa    | 12.02.1989 (22)       | 185         | Dinamo Krasnodar | R       |
| 14 | Jekatierina Kabieszowa | 05.08.1986 (25)       | 172         | Dinamo Kazań     | L       |
| 16 | Julija Mierkułowa      | 17.02.1984 (27)       | 202         | Dinamo Moskwa    | Ś       |

## Rumunia
Trener:  Darko Zakoč
Asystent: Constantin Alexe
| Nr | Imię i nazwisko         | Data urodzenia (wiek) | Wzrost (cm) | Klub                            | Pozycja |
| -- | ----------------------- | --------------------- | ----------- | ------------------------------- | ------- |
| 2  | Iuliana Nucu            | 04.10.1980 (30)       | 185         | Volley Bergamo                  | Ś       |
| 3  | Florentina Nedelcu      | 26.03.1976 (33)       | 178         | UGSE Nantes Volley Féminin      | P       |
| 4  | Alexandra Trică         | 01.10.1985 (26)       | 180         | CS Volei 2004 Tomis Konstanca   | P       |
| 5  | Mirela Corjeauțanu      | 06.07.1977 (34)       | 190         | Volleyball Santa Croce          | P       |
| 6  | Carmen Țurlea           | 18.11.1975 (35)       | 185         | Rebecchi Nordmeccanica Piacenza | A       |
| 7  | Ioana Nemțanu           | 01.01.1989 (22)       | 181         | CS Volei 2004 Tomis Konstanca   | P       |
| 8  | Diana-Ioana Neaga       | 24.05.1986 (25)       | 178         | CS Volei 2004 Tomis Konstanca   | R       |
| 10 | Nicoleta Manu           | 03.12.1980 (30)       | 172         | CS Știința Bacău                | L       |
| 11 | Alina Albu              | 06.09.1983 (28)       | 192         | ASPTT Miluza                    | Ś       |
| 13 | Sabina Miclea-Grigoruță | 04.12.1990 (20)       | 184         | CS Știința Bacău                | R       |
| 14 | Elena Butnaru (K)       | 24.07.1975 (36)       | 183         | CS Volei 2004 Tomis Konstanca   | P       |
| 15 | Ana Cristina Cazacu     | 21.07.1994 (17)       | 185         | CS Volei 2004 Tomis Konstanca   | P       |
| 16 | Daiana Mureșan          | 06.07.1990 (21)       | 187         | bez klubu                       | A       |
| 18 | Nneka Onyejekwe         | 18.08.1990 (21)       | 190         | Volero Zurych                   | Ś       |

## Serbia
Trener: Zoran Terzić
Asystent: Branko Kovačević
| Nr | Imię i nazwisko    | Data urodzenia (wiek) | Wzrost (cm) | Klub                            | Pozycja |
| -- | ------------------ | --------------------- | ----------- | ------------------------------- | ------- |
| 1  | Ana Lazarević      | 04.07.1991 (20)       | 186         | Vizura Belgrad                  | P       |
| 2  | Jovana Brakočević  | 05.03.1988 (23)       | 196         | JT Marvelous                    | A       |
| 3  | Sanja Malagurski   | 08.06.1990 (21)       | 193         | Asystel Novara                  | P       |
| 5  | Nataša Krsmanović  | 19.06.1985 (26)       | 187         | Telecom Baku                    | Ś       |
| 6  | Tijana Malesević   | 18.03.1991 (20)       | 185         | Volero Zurych                   | P/A     |
| 7  | Brižitka Molnar    | 27.08.1985 (26)       | 182         | NEC Red Rockets                 | P       |
| 8  | Ana Antonijević    | 26.08.1987 (24)       | 185         | RC Cannes                       | R       |
| 9  | Jovana Vesović     | 21.06.1987 (24)       | 182         | Volero Zurych                   | P       |
| 10 | Maja Ognjenović    | 06.08.1984 (27)       | 183         | Olympiakos Pireus               | R       |
| 12 | Jelena Nikolić (K) | 13.04.1982 (29)       | 192         | Vakıfbank Güneş Sigorta Stambuł | P       |
| 13 | Nađa Ninković      | 01.11.1991 (20)       | 193         | Crvena zvezda Belgrad           | Ś       |
| 16 | Milena Rašić       | 25.10.1990 (20)       | 193         | RC Cannes                       | Ś       |
| 18 | Suzana Ćebić       | 09.11.1984 (26)       | 167         | VfB 91 Suhl                     | L       |
| 19 | Silvija Popović    | 15.03.1986 (25)       | 175         | Telecom Baku                    | L       |

## Turcja
Trener:  Marco Aurélio Motta
Asystent: Alper Erdoğuş
| Nr | Imię i nazwisko       | Data urodzenia (wiek) | Wzrost (cm) | Klub                            | Pozycja |
| -- | --------------------- | --------------------- | ----------- | ------------------------------- | ------- |
| 1  | Güldeniz Önal         | 22.03.1986 (25)       | 180         | Vakıfbank Güneş Sigorta Stambuł | P       |
| 2  | Gülden Kuzubaşıoğlu   | 05.12.1980 (30)       | 167         | Eczacıbaşı Stambuł              | L       |
| 3  | Gizem Güreşen         | 14.01.1987 (24)       | 178         | Vakıfbank Güneş Sigorta Stambuł | L       |
| 5  | Ergül Avcı            | 24.07.1987 (24)       | 190         | Vakıfbank Güneş Sigorta Stambuł | Ś       |
| 6  | Polen Uslupehlivan    | 28.07.1990 (21)       | 193         | Nilüfer Belediyespor            | A       |
| 7  | Büşra Cansu           | 16.07.1990 (21)       | 188         | Eczacıbaşı Stambuł              | Ś       |
| 8  | Bahar Toksoy          | 06.02.1988 (23)       | 190         | Vakıfbank Güneş Sigorta Stambuł | Ś       |
| 9  | Özge Çemberci         | 26.06.1985 (26)       | 183         | Vakıfbank Güneş Sigorta Stambuł | R       |
| 10 | Gözde Sonsırma        | 26.06.1985 (26)       | 183         | Vakıfbank Güneş Sigorta Stambuł | P       |
| 12 | Esra Gümüş (K)        | 02.10.1982 (30)       | 181         | Eczacıbaşı Stambuł              | P       |
| 13 | Neriman Özsoy         | 07.07.1988 (23)       | 188         | Trefl Sopot                     | P       |
| 14 | Eda Erdem             | 22.05.1987 (24)       | 187         | Fenerbahçe Stambuł              | Ś       |
| 17 | Neslihan Demir Darnel | 09.12.1983 (27)       | 187         | Eczacıbaşı Stambuł              | A       |
| 18 | Asuman Karakoyun      | 15.07.1990 (21)       | 180         | Eczacıbaşı Stambuł              | R       |

## Włochy

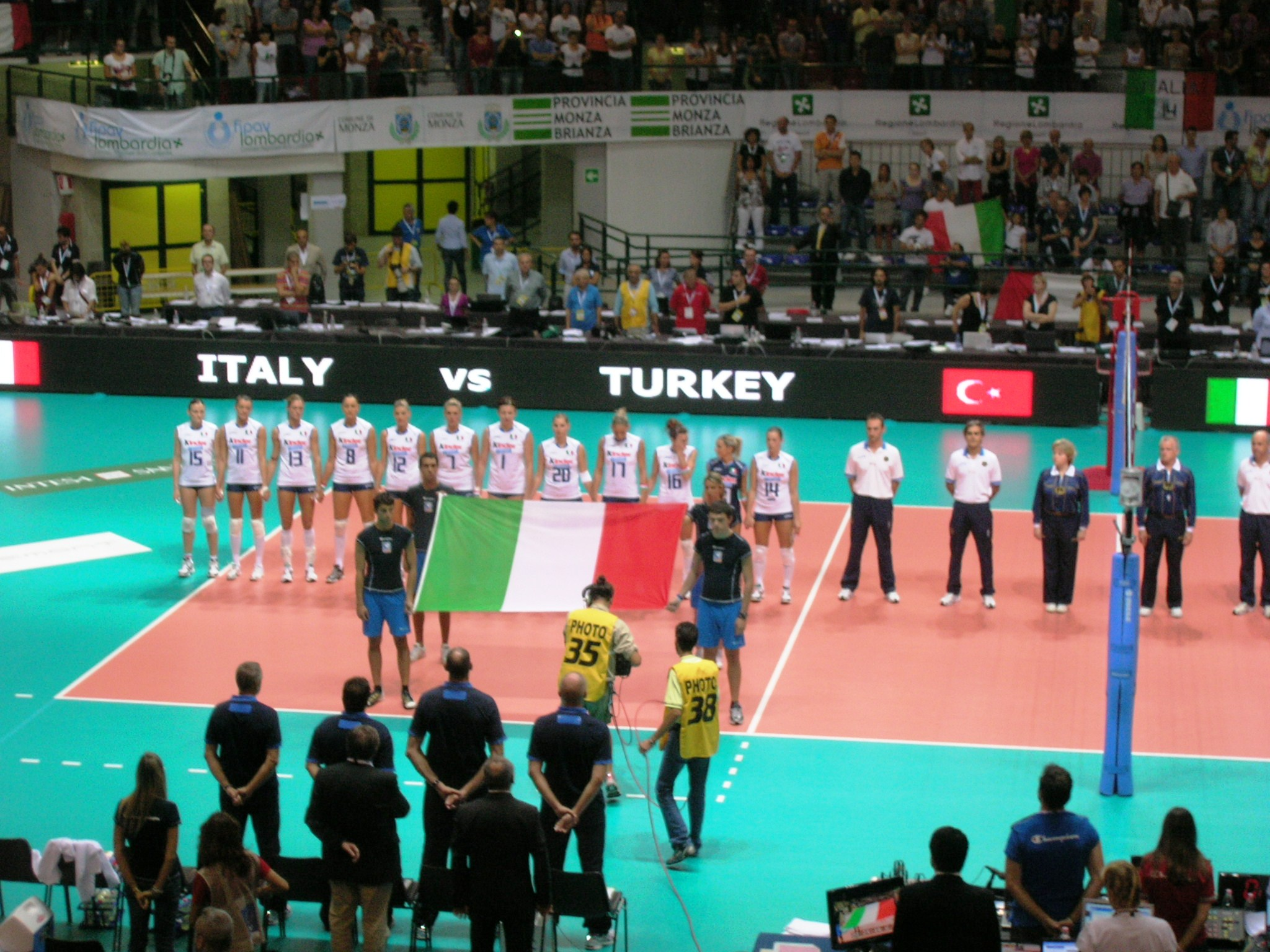
Reprezentacja Włoch na Mistrzostwach Europy 2011

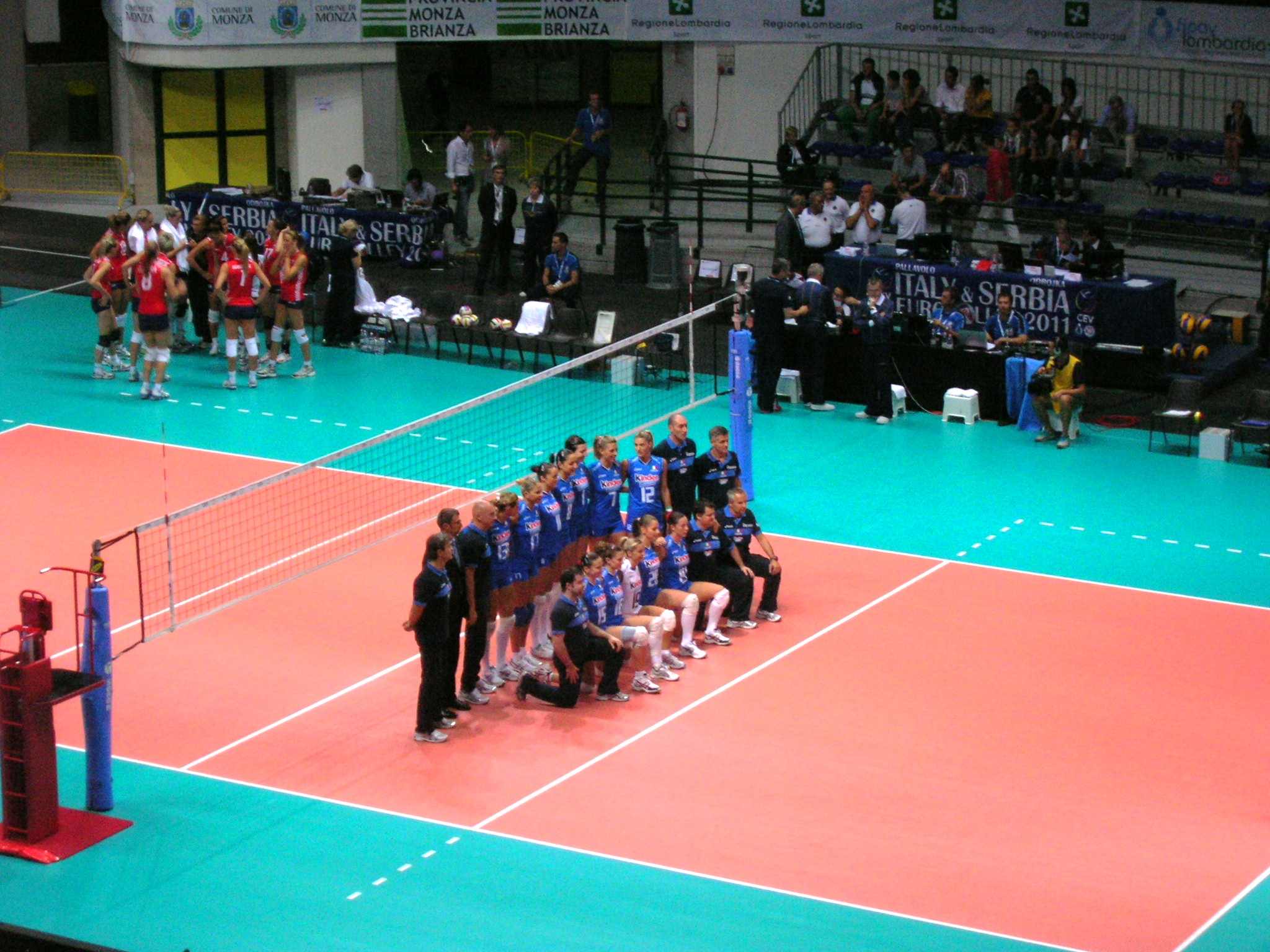
Reprezentacja Włoch na Mistrzostwach Europy 2011

Trener: Massimo Barbolini
Asystent: Marco Bracci
| Nr | Imię i nazwisko        | Data urodzenia (wiek) | Wzrost (cm) | Klub                        | Pozycja |
| -- | ---------------------- | --------------------- | ----------- | --------------------------- | ------- |
| 1  | Sara Anzanello         | 30.07.1980 (31)       | 193         | Azerrail Baku               | Ś       |
| 7  | Martina Guiggi         | 01.05.1984 (27)       | 184         | MC-Carnaghi Villa Cortese   | Ś       |
| 8  | Carolina Costagrande   | 18.10.1980 (30)       | 187         | Evergrande Volleyball       | A/P     |
| 11 | Serena Ortolani        | 07.01.1987 (24)       | 190         | Scavolini Pesaro            | A       |
| 12 | Francesca Piccinini    | 10.01.1979 (32)       | 185         | Volley Bergamo              | P       |
| 13 | Valentina Arrighetti   | 26.01.1985 (26)       | 189         | Volley Bergamo              | Ś       |
| 14 | Eleonora Lo Bianco (K) | 22.10.1979 (31)       | 172         | Galatasaray SK              | R       |
| 15 | Antonella Del Core     | 05.11.1980 (30)       | 180         | Fakieł Nowyj Urengoj        | P       |
| 16 | Lucia Bosetti          | 09.07.1989 (22)       | 175         | MC-Carnaghi Villa Cortese   | P       |
| 17 | Simona Gioli           | 17.09.1977 (34)       | 185         | Fakieł Nowyj Urengoj        | Ś       |
| 19 | Giulia Leonardi        | 01.12.1987 (23)       | 165         | Futura Volley Busto Arsizio | L       |
| 20 | Francesca Ferretti     | 15.02.1984 (27)       | 180         | Scavolini Pesaro            | R       |